# Portulaca rotundifolia
Portulaca rotundifolia är en portlakväxtart som beskrevs av R. Fries. Portulaca rotundifolia ingår i släktet portlaker, och familjen portlakväxter. Inga underarter finns listade i Catalogue of Life.